# Distretto di Gujranwala
Il distretto di Gujranwala (in urdu: ضلع گوجرانوالہ) è un distretto del Punjab, in Pakistan, che ha come capoluogo Gujranwala. Nel 1998 possedeva una popolazione di 3.400.940 abitanti, dei quali più del 46% risiedevano nel capoluogo.